# Bupaya-Pagode

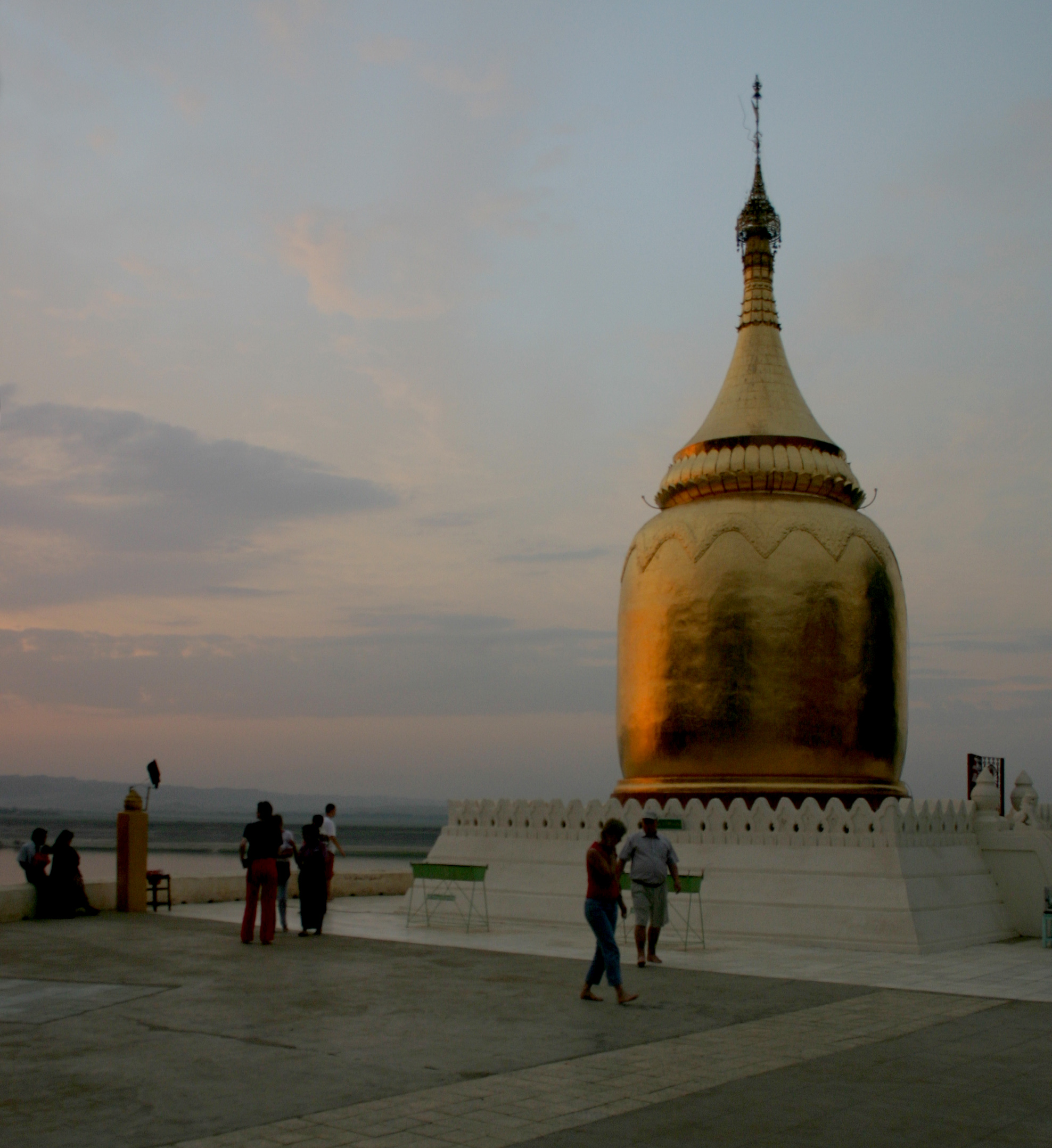
Bupaya-Pagode

Die Bupaya-Pagode (birmanisch ဗူးဘုရား; BGN/PCGN: bubuya) in Bagan liegt hoch über dem Fluss Ayeyarwady und ist deshalb zur Zeit des Sonnenuntergangs ein beliebtes Touristenziel. Sie zählt zu den ältesten Stupas Bagans und wurde wohl im 9. Jahrhundert erbaut. Das verheerende Erdbeben von 1975 hatte sie völlig zerstört; inzwischen erstrahlt die kürbisförmige Pagode wieder in goldenem Glanz.